# I, the Jury
I, the Jury (Yo, el jurado en España y La justicia por su mano en Hispanoamérica) es una película de cine negro estadounidense de 1982 dirigida por Armand Assante, Bárbara Carrera y Laurene Landon.
La película está basada en la novela homónima de Mickey Spillane, la cual ya se adaptó antes en 1953. También cabe destacar, que es también la primera novela de Mickey Spillane, que introdujo al conocido personaje del detective privado Mike Hammer.

## Argumento
El viejo amigo de un detective privado es asesinado. Ese detective se llama John Hammer y, a causa de lo ocurrido, hará ahora todo lo posible para encontrar al asesino. Sin embargo, en cada paso que haga sobre el caso, alguien también se aprovechará de su progreso.

## Reparto
| Actor           | Personaje              |
| --------------- | ---------------------- |
| Armand Assante  | Mike Hammer            |
| Bárbara Carrera | Dr. Charlotte Bennett  |
| Laurene Landon  | Velda                  |
| Alan King       | Charles Kalecki        |
| Geoffrey Lewis  | Joe Butler             |
| Paul Sorvino    | Detective Pat Chambers |
| Judson Scott    | Charles Kendricks      |
| Barry Snider    | Romero                 |

## Producción
Cuando Larry Cohen adquirió en 1980 los derechos para hacer el guion de la película, pensó en Clint Eastwood como protagonista. Sin embargo, al final en 1981, se decidió a dar el papel a Armand Assante.
La película se empezó a rodar el 22 de abril de 1981 en la ciudad de Nueva York. Una vez terminada se estrenó el filme el 22 de abril de 1982.

## Recepción
La película fue mal recibida por el público y por la crítica. Por ello, aunque Cohen tuvo los derechos de filmar otras dos novelas de Spillane, decidió no filmarlas.
Hoy en día la película ha sido valorada en portales cinematográficos y por críticos profesionales. En IMDb, el largometraje obtiene una media ponderada de 5,9 sobre 10. En cuanto a Rotten Tomatoes, los más de 250 votos registrados allí le dieron una valoración media de 3 de 5, mientras que solo 5 de los 11 críticos profesionales registrados allí le dieron una valoración positiva. En el periódico La Vanguardia el 55 % de los usuarios registrados le dan una valoración positiva a la película.